# البعثة السوفيتية الأولى للقارة القطبية الجنوبية

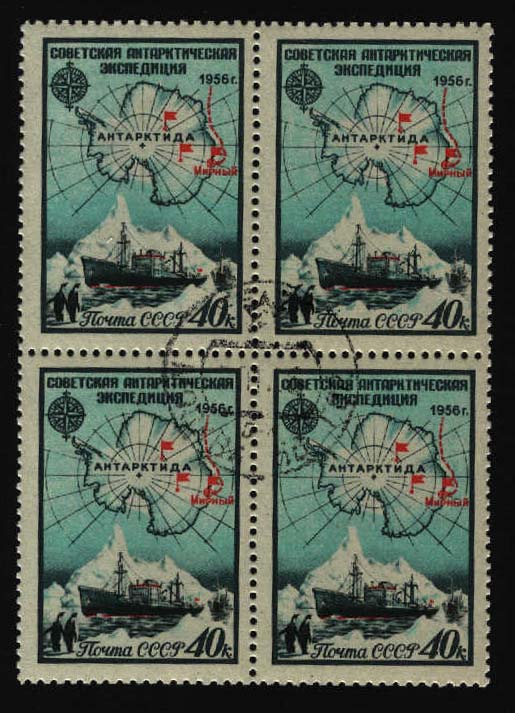
البعثة السوفيتية الأولى لأنتاركتيكا

البعثة السوفيتية الأولى لأنتاركتيكا هي رحلة سوفيتية قادها ميخاييل سوموف كان مستشاره العلمي هو كورت. بدات الرحلة في 30 نونبر 1955 واستمرت إلى 1957 وشارك فيها 127 من افراد البعثة و75 من الطاقم.
ثلاث سفن كانت تستخدم لنقل البعثة، وجميعها تعمل بالديزل والكهرباء. السفينتين الرئيسيتين كانتا كما لأول بعثة: السفينة Ob كسفينة رائدة (الكابتن مان) والسفينة «لينا» (الكابتن فيتروف) والسفينة المجمدة رقم 7 (الكابتن تسيكونغوف). السفينة الاخيرة كانت تستخدم فقط لنقل المنتجات سريعة التلف. أوب ولينا كانتا كاسحات ثلوج طويلة ب 130m وبكتلة 12,600 طن.
في 30 نوفمبر 1955 غادرت أول سفينة («اوب») الميناء في كالينينجراد.
المهمة الرئيسية لهذه الحملة كانت تنظيم القاعدة الرئيسية، محطة ميرني، وأداء ملاحظات علمية محدودة. ومن المهام الأخرى استطلاع مواقع القواعد الداخلية محطة فوستوك وسوفتسكايا؛ ودراسة علوم المحيطات في المحيط الهندي.

## وصلات خارجية
- تاريخ تنظيم أول السوفياتي / الروسية للقارة القطبية الجنوبية 1955-57 وأهميتها الدولية في دراسات القطب الجنوبي Kornilov (ZAO «INTAARI»، سانت بطرسبرغ، روسيا)]